# Ministre de la Santé (Canada)
Le ministre de la Santé (anglais : Minister of Health) est le ministre responsable de la politique de santé du gouvernement fédéral canadien.
Le poste remplace celui de ministre de la Santé nationale et du Bien-être social qui a existé du 18 octobre 1944 au 24 janvier 1996. Le lendemain, David Dingwall est désigné à ce poste mais l'instrument d'avis annonçant sa nomination précise qu'il porte le titre de ministre de la Santé. Il conserve le même titre lorsque le ministère est officiellement renommé Santé Canada le 12 juillet 1996.

## Liste des titulaires
| Ministre Parti  | Ministre Parti | Ministre Parti                  | Début           | Fin              | Gouvernement     | Ministère                        |
| --------------- | -------------- | ------------------------------- | --------------- | ---------------- | ---------------- | -------------------------------- |
|                 |                | David Dingwall Libéral          | 25 janvier 1996 | 11 juillet 1996  | 26e (Chrétien)   | Santé et Bien-être social Canada |
| 12 juillet 1996 | 10 juin 1997   | David Dingwall Libéral          | Santé Canada    |                  | 26e (Chrétien)   |                                  |
|                 |                | Allan Rock Libéral              | Santé Canada    | 11 juin 1997     | 26e (Chrétien)   | 14 janvier 2002                  |
|                 |                | Anne McLellan Libéral           | Santé Canada    | 15 janvier 2002  | 26e (Chrétien)   | 11 décembre 2003                 |
|                 |                | Pierre Pettigrew Libéral        | Santé Canada    | 12 décembre 2003 | 19 juillet 2004  | 27e (Martin)                     |
|                 |                | Ujjal Dosanjh Libéral           | Santé Canada    | 20 juillet 2004  | 5 février 2006   | 27e (Martin)                     |
|                 |                | Tony Clement Conservateur       | Santé Canada    | 6 février 2006   | 29 octobre 2008  | 28e (Harper)                     |
|                 |                | Leona Aglukkaq Conservateur     | Santé Canada    | 30 octobre 2008  | 15 juillet 2013  | 28e (Harper)                     |
|                 |                | Rona Ambrose Conservateur       | Santé Canada    | 15 juillet 2013  | 4 novembre 2015  | 28e (Harper)                     |
|                 |                | Jane Philpott Libéral           | Santé Canada    | 4 novembre 2015  | 28 août 2017     | 29e (J. Trudeau)                 |
|                 |                | Ginette Petitpas Taylor Libéral | Santé Canada    | 28 août 2017     | 20 novembre 2019 | 29e (J. Trudeau)                 |
|                 |                | Patricia Hajdu Libéral          | Santé Canada    | 20 novembre 2019 | 26 octobre 2021  | 29e (J. Trudeau)                 |
|                 |                | Jean-Yves Duclos Libéral        | Santé Canada    | 26 octobre 2021  | 25 juillet 2023  | 29e (J. Trudeau)                 |
|                 |                | Mark Holland Libéral            | Santé Canada    | 26 juillet 2023  | 14 mars 2025     | 29e (J. Trudeau)                 |
|                 |                | Kamal Khera Libéral             | Santé Canada    | 14 mars 2025     | 13 mai 2025      | 30e (M. Carney)                  |
|                 |                | Marjorie Michel Libéral         | Santé Canada    | 13 mai 2025      | En fonction      | 30e (M. Carney)                  |

### Anciens postes

#### Ministre associée de la Santé (2021-2025)
| Ministre Parti | Ministre Parti | Ministre Parti          | Début           | Fin             | Cabinet          | Ministère    |
| -------------- | -------------- | ----------------------- | --------------- | --------------- | ---------------- | ------------ |
|                |                | Carolyn Bennett Libéral | 26 octobre 2021 | 26 juillet 2023 | 29e (J. Trudeau) | Santé Canada |
|                |                | Ya'ara Saks Libéral     | 26 juillet 2023 | 14 mars 2025    | 29e (J. Trudeau) | Santé Canada |

#### Ministre d'État — Santé publique (2003-2006)
| Titulaire Parti | Titulaire Parti | Titulaire Parti         | Début            | Fin            | Cabinet      | Ministère    |
| --------------- | --------------- | ----------------------- | ---------------- | -------------- | ------------ | ------------ |
|                 |                 | Carolyn Bennett Libéral | 13 décembre 2003 | 6 février 2006 | 27e (Martin) | Santé Canada |